# Harriette Tarler
Harriette Tarler, nata Harriette Gertrude Hecht (New York City, 4 novembre 1920 – New York City, 18 novembre 2001), è stata un'attrice statunitense.

## Biografia

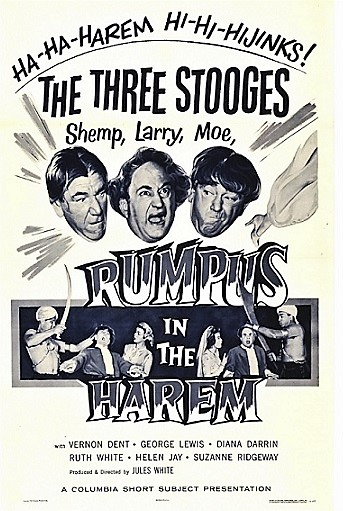
Poster del film Rumpus in the Harem

Harriette era nata a New York, come la sorella maggiore Beatrice, da immigrati ungheresi che si trasferirono a Los Angeles, dove Harriette si diplomò. Nel giugno del 1939 sposò Leo Schechtman (1916-1990) e nel 1942 ebbe la figlia Stephanie. Divorziata poco dopo, Harriette si risposò nel 1951 con l'industriale Arthur Tarler (1921-2009), un tedesco emigrato negli Stati Uniti nel 1938. Anche questo matrimonio finì dopo pochi anni, nel 1954, ma Harriette mantenne il cognome dell'ex-marito.  
Nel 1956 iniziò la sua breve carriera cinematografica entrando a far parte del cast dei Three Stooges (in italiano, I tre marmittoni), una popolare serie di brevi film comici, i cui protagonisti erano Moe Howard, Larry Fine e Joe Besser. Harriette Tarler recitò in undici di questi cortometraggi e fece anche delle apparizioni in film di maggiore impegno: nel 1957 ne Il jolly è impazzito, con Frank Sinatra, nel 1958 nel noir La vera storia di Lynn Stuart, in The Party Crashers, con Mark Damon e Bobby Driscoll, in Noi giovani, e ne I bucanieri, con Yul Brynner. L'anno dopo ebbe due particine nel film C'era una volta un piccolo naviglio, con Jerry Lewis, e ne Il giorno della vendetta, con Kirk Douglas, Anthony Quinn e Carolyn Jones, con il quale si concluse la sua esperienza nel cinema.  
Lasciata Los Angeles, Harriette si risposò a Las Vegas nel 1959 con il più giovane Roy Steckler (nato nel 1926), ma anche questo matrimonio durò poco. Negli anni ottanta lavorò come "telephone sex therapist". Dopo una lunga malattia, morì nel 2001 a New York e fu sepolta nel Mount Hebron Cemetery.

## Filmografia parziale
- Rumpus in the Harem, regia di Jules White - cortometraggio (1956)
- Commotion on the Ocean, regia di Jules White - cortometraggio (1956)
- Hoofs and Goofs, regia di Jules White - cortometraggio (1957)
- Muscle Up a Little Closer, regia di Jules White - cortometraggio (1957)
- A Merry Mix-up
- Space Ship Sappy, regia di Jules White - cortometraggio (1957)
- Horsing Around
- Il jolly è impazzito (The Joker Is Wild), regia di Charles Vidor (1957)
- Outer Space Jitters
- La vera storia di Lynn Stuart  (The True Story of Lynn Stuart), regia di Lewis Seiler (1958)
- Fifi Blows Her Top, regia di Jules White - cortometraggio (1958)
- How to Marry a Millionaire - serie televisiva (1958)
- C'era una volta un piccolo naviglio (Don't Give Up the Ship), regia di Norman Taurog (1959)
- Il giorno della vendetta (Last Train from Gun Hill), regia di John Sturges (1959)